# Iniektywna przestrzeń Banacha
Iniektywna przestrzeń Banacha – przestrzeń Banacha {\displaystyle E} o tej własności, że jeżeli {\displaystyle E} jest izomorficzna z podprzestrzenią {\displaystyle E_{0}} pewnej przestrzeni Banacha {\displaystyle F,} to istnieje operator liniowy i ciągły {\displaystyle P\colon F\to F} o obrazie równym {\displaystyle E_{0}} (tzn. {\displaystyle P(F)=E_{0};} {\displaystyle P} jest więc rzutem ograniczonym na {\displaystyle E_{0}}). Zakładając dodatkowo, że norma operatora {\displaystyle P} jest ograniczona przez liczbę {\displaystyle \lambda >0,} to iniektywne przestrzenie Banacha o tej własności nazywane są {\displaystyle P_{\lambda }}-przestrzeniami.

## Własności
- Niech {\displaystyle E} będzie iniektywną przestrzenią Banacha, która jest izomorficzna z pewną przestrzenią sprzężoną. Wówczas następujące warunki są równoważne:
  - {\displaystyle E} jest izomorficzna z podprzestrzenią przestrzeni {\displaystyle L_{\infty }(\mu )} dla pewnej miary skończonej {\displaystyle \mu ;}

{\displaystyle \ell _{\infty }(\Gamma ).}
- - Przestrzeń {\displaystyle \ell _{\infty }(\Gamma )} nie jest izomorficzna z podprzestrzenią {\displaystyle E} dla każdego zbioru nieprzeliczalnego {\displaystyle \Gamma ;}
  - Każdy podzbiór słabo zwarty przestrzeni {\displaystyle E} jest ośrodkowy;
  - Istnieje taka miara skończona {\displaystyle \mu } oraz podprzestrzeń {\displaystyle A} przestrzeni {\displaystyle L_{1}(\mu ),} że {\displaystyle E} jest izomorficzne z {\displaystyle A^{*}}[1].
- Przestrzeń Bancha jest {\displaystyle P_{1}}-przestrzenią wtedy i tylko wtedy, gdy jest izometryczna z przestrzenią Banacha {\displaystyle C(K)} funkcji ciągłych na ekstremalnie niespójnej przestrzeni zwartej.